# Imrich Sedlák
Imrich Sedlák (ur. 21 stycznia 1933 w Červenicy, zm. 2 października 2016 w Martinie) – słowacki historyk literatury, historyk kultury, nauczyciel akademicki.

## Życiorys
W latach 1953–1957 studiował język i literaturę słowacką na Wydziale Filologicznym Wyższej Szkoły Pedagogiki w Preszowie, w roku 1966 uzyskał tytuł PhDr. (mały doktorat), a w roku 1967 został mianowany kandydatem nauk i docentem. W roku 1994 przyznano mu profesurę. W latach 1957–1959 nauczał w szkole średniej, w latach 1959–1961 był funkcjonariuszem państwowym, a w latach 1961–1971 był czynny jako wykładowca i urzędnik akademicki na Uniwersytecie Pavla Jozefa Šafárika w Preszowie.
W latach 1976–1980 i 1989–2014 był pracownikiem naukowym Maticy Slovenskiej, gdzie piastował kilka stanowisk: administrator i sekretarz naukowy, kierownik Pomnika Kultury Narodowej, członek komitetu. Od 1998 był także zewnętrznym, a od 1999 wewnętrznym pedagogiem i urzędnikiem akademickim na Wydziale Filologicznym Uniwersytetu Mateja Bela w Bańskiej Bystrzycy. W latach 1959–1973 kompilował i redagował „Nové obzory”, później wnosił wkład w pismo „Literárnomúzejný letopis” (1980–1997), a w roku 1994 zaczął redagować „Zborník Muzeálnej slovenskej spoločnosti”.
Jego dorobek z zakresu historii literatury jest skupiony na wschodniej Słowacji. Ogłosił szereg publikacji poruszających problematykę historii kultury i literatury. Autor scenariuszy do licznych wystaw literacko-muzealnych; opublikował dziesiątki artykułów badawczych w wydawnictwach fachowych.

## Twórczość
- Anton Prídavok: Vrásky času (2007) – skompilował i przygotował do wydania
- Z literárneho života východného Slovenska (1960)
- Ján Andraščík (1965)
- Jozef Tomášik – Dumín Spevinovej doby (1965)
- Strieborný vek 1 a 2 (1970)
- Bohuš Nosák – Nezabudol (1982)
- Pavol Horov – Ponorný básnik (1990)
- V čierťažiach búrok (2001)
- K slovenskému národnému vývinu na Slovensku (1970)
- Bernolákovci v národnom obrodení (1985)
- Pavol Jozef Šafárik a slovenské národné obrodenie (1989)
- Hugolín Gavlovič v dejinách slovenskej kultúry (1987)
- Ľudovít Štúr v súradniciach minulosti a súčasnosti (1989)
- Dejiny Prešova I. – II. (1965)
- Prešovské kolégium v slovenských dejinách  (1967)
- Kežmarské lýceum  (1984)
- Pamätný dom Pavla Jozefa Šafárika v Kobeliarove  (1986)
- Literárne múzeum Pavla Horova v Bánovciach nad Ondavou  (1986)
- Múzeum Ľudovíta Štúra v Modre  (1983)